# Sœurs Mirabal
Pour les articles homonymes, voir Mirabal.
Cet article possède un paronyme, voir Hermanas Mirabal.
 (décembre 2021).
Si vous disposez d'ouvrages ou d'articles de référence ou si vous connaissez des sites web de qualité traitant du thème abordé ici, merci de compléter l'article en donnant les références utiles à sa vérifiabilité et en les liant à la section « Notes et références ».
Les sœurs Mirabal, Patria, Minerva et María Teresa, sont des militantes et martyres de la lutte contre le dictateur Rafael Trujillo, qui dirige la République dominicaine de 1930 à 1961. Elles sont assassinées le 25 novembre 1960. On les surnomme aussi les « Mariposas » (papillons en espagnol).

## Enfance
Filles de Mercedes Reyes Camilo dite « Chea » et d'Enrique Mirabal, de riches commerçants dominicains, les sœurs Mirabal sont nées à Ojo de Agua, dans la commune de Salcedo, qui appartenait alors à la province d'Espaillat. Patria Mercedes, l'aînée, est née le 27 février 1924, peu de temps avant que les troupes interventionnistes des États-Unis ne quittent le pays. María Argentina Minerva est née le 13 mars 1926, et Antonia María Teresa a vu le jour le 15 octobre 1935. Une quatrième sœur, Bélgica Adela dite « Dedé », née le 2 mars 1925 et décédée le 31 janvier 2014, est restée en retrait de l'engagement de ses sœurs et a échappé à l'assassinat.
Les sœurs Mirabal effectuent leurs études primaires à Ojo de Agua. Plus tard, en 1938, Patria, Minerva et Bélgica Adela partent étudier au collège de la Inmaculada Concepción, à La Vega. María Teresa, âgée d'à peine trois ans, reste à la maison. Les quatre sœurs sont connues pour leur beauté, en particulier Minerva. Dotée d'une grande intelligence, elle manifeste très tôt grand intérêt pour la littérature, la poésie et la peinture. Elle est diplômée avec des notes excellentes en 1946.

## Rencontre avec Rafael Trujillo
En juin 1949, Minerva et ses parents sont invités par les autorités provinciales à une fête à Santiago, au Palais du Gouvernement, en l'honneur du dictateur Trujillo. Celui-ci éprouve un vif intérêt pour Minerva. Vers la mi-août, la famille Mirabal reçoit une nouvelle invitation du gouvernement, à l'inauguration de l'hôtel Montaña, à Jarabacoa. À cette occasion le dictateur et son fils, Ramfis, dansent avec Minerva. Trujillo lui fait des avances, qu'elle repousse.
Le 12 octobre 1949, Trujillo organise une nouvelle fête à Villa Borinquen, maison de campagne située dans les alentours de San Cristóbal, à laquelle il invite à nouveau la famille Mirabal. L'invitation est apportée par le Gouverneur de Moca, Antonio De La Maza, et le Sénateur de la province, Juan B. Rojas, signal clair de l'intérêt que porte Trujillo à Minerva. Les Mirabal envisagent de ne pas accepter l'invitation, mais après avoir examiné les implications d'un tel refus, décident de se rendre à la fête en large nombre : la mère, le père, Patria et son conjoint Pedro González, Dedé et son conjoint Jaime Fernández Nouvelle, ainsi que Minerva. Trujillo tente à nouveau de séduire Minerva, qui refuse encore et qui demande que son ami Pericles Franco soit aussi laissé en paix. Franco est un des fondateurs du Parti socialiste populaire, incarcéré plusieurs fois pour raisons politiques, et avec lequel Minerva entretient une amitié profonde, que certains soupçonnent d'être une romance. La famille Mirabal quitte la fête après cet incident, ce qui provoque la colère de Trujillo.
Quelques jours plus tard, Enrique Mirabal, qui sur le conseil du gouverneur de Moca, avait envoyé un télégramme d'excuse à Trujillo, est arrêté et conduit en prison. Minerva et plusieurs de ses amies sont arrêtées par la suite : Enma Rodríguez, Violeta Martínez et Brunilda Soñé. Les prisonnières sont interrogées pendant plusieurs semaines sur les supposées relations de Minerva avec des membres du Parti Socialiste Populaire, et particulièrement, avec le dirigeant communiste Pericles Franco. À partir de ce moment, la famille Mirabal, en particulier Minerva et son entourage, sont sous étroite surveillance, et Trujillo est informé en permanence de toutes ses activités. Au cours de son incarcération, Enrique Mirabal subit de mauvais traitements menant à la fragilisation de son cœur, puis son décès.

## Mouvementantitrujillista
À la suite de ces événements, Minerva Mirabal suit des études de droit à l'université, et elle devient la première femme Doctorante en droit de République dominicaine en 1957,[réf. à confirmer], bien que Trujillo l'empêche d'exercer.
En vacances à Jarabacoa en 1954, Minerva rencontre Manuel Aurelio Tavares Justo dit « Manolo », étudiant en droit, qu'elle épouse en novembre de l'année suivante, malgré les pressions de Trujillo. Sa sœur María Teresa épouse Leandro Guzmán, un étudiant de la même université.
Le climat social de la fin des années 1950 était particulier en l'Amérique latine, à la suite des chutes successives du dictateur colombien Gustavo Rojas Pinilla en 1957, du général vénézuélien Marcos Pérez Jiménez en 1958, puis du dictateur cubain Fulgencio Batista, après le triomphe révolutionnaire des forces rebelles de Fidel Castro en 1959. Ces renversements ont permis l'arrivée de la démocratie dans ces pays, et engendré l'espoir de changements profonds sur tout le continent.
La République dominicaine n'a pas échappé à cette vague d'espoir. En janvier 1959, lors d'une réunion familiale dans la résidence de Guido D'Alessandro, neveu de Tavares Justo; Minerva, María Teresa et d'autres discutent de la situation politique dans les Caraïbes, notamment la situation cubaine après le triomphe de Castro. Minerva Mirabal examine pour la première fois la possibilité d'organiser un mouvement pour évincer Trujillo du pouvoir. Le nouveau mouvement politique antitrujillista ainsi formé choisit de s'appeler "Mouvement du 14 juin", en référence à l'expédition armée du 14 juin en provenance de Cuba, écrasée par la dictature, qui influence profondément la conscience de la jeunesse dominicaine. Son assemblée constitutive à Mao le 10 janvier 1960, dans l'hacienda de Conrado Bogaert, regroupe des délégués de nombreux pays, mais seulement deux femmes : Minerva et Dulce María Tejada Gómez. Minerva participe activement. Pour présider le Mouvement du 14-Juin, sont choisis : Tavares Justo comme président, Pipe Faxas comme secrétaire général, et Leandro Guzmán comme trésorier.
Quelques jours après le succès de l'Assemblée de Mao, les membres du Mouvement du 14-Juin sont presque tous dénoncés aux services secrets du dictateur Trujillo. L'action des agents répressifs est immédiate : à la fin de ce même mois de janvier, plus d'une centaine de membres sont arrêtés et emprisonnés, où ils subissent de la torture à laquelle beaucoup succombent. Parmi les femmes arrêtées, figurent Minerva Mirabal, Tomasina Cabral, Fe Violette Gélinotte, Miriam Morales et Asela Morel.
La majorité des personnes arrêtées sont issues de la bourgeoisie, et certaines entretiennent liens très étroits avec Trujillo et ses proches, ce qui crée un climat de tension nationale très défavorable au gouvernement. Ainsi, même l'Église catholique, après avoir soutenu le dictateur pendant une trentaine d'années, dénonce publiquement les actions de Trujillo au moyen d'une lettre pastorale. Cet acte pousse Trujillo à libérer les femmes détenues le 7 février 1960, et des dizaines de jeunes hommes qui avaient été emprisonnés sur de simples soupçons le mois suivant. Toutefois, les époux des sœurs Mirabal et les autres dirigeants d'importance du mouvement restèrent emprisonnés.

## Assassinat des Sœurs Mirabal
Les sœurs Mirabal rendent des visites hebdomadaires à leurs maris incarcérés à la prison de Puerto Plata. Des bruits circulent à Salcedo sur la possibilité qu'elles pourraient être les victimes d'un « accident de la route », un euphémisme qu'utilisait le régime quand il ordonnait la disparition d'un adversaire important avec l'intention de maquiller le crime. Lorsque les sœurs Mirabal font part de ces rumeurs à leurs époux, Tavares Justo suggère qu'elles s'établissent à Puerto Plata pour éviter de transiter par la route.
Cette recommandation arrive trop tard. L'assassinat des sœurs Mirabal avait déjà été ordonné et les exécuteurs, membres du Servicio de Inteligencia Militar de Trujillo, se trouvaient déjà à Puerto Plata : Ciríaco de la Rosa, Ramón Emilio Rojas Lora, Alfonso Cruz Valerio et Emilio Estraba Malleta. Ce dernier, d'origine cubaine, avait rendu les mêmes services à la dictature de Batista.
Le 25 novembre 1960, Patria, Minerva et María Tereza Mirabal quittent Puerto Plata à bord d'une jeep, en direction de leur maison, et sont arrêtées par un autre véhicule à coups de rafales de balles. Amenées loin de la route, dans un endroit discret, elles sont assassinées à la machette. Leur chauffeur, Rufino de La Cruz, perd lui aussi la vie. Leurs corps sont replacés dans la jeep qui les transportait, pour être ensuite jetés du haut d'un précipice qui borde la route.

## Dans la culture populaire

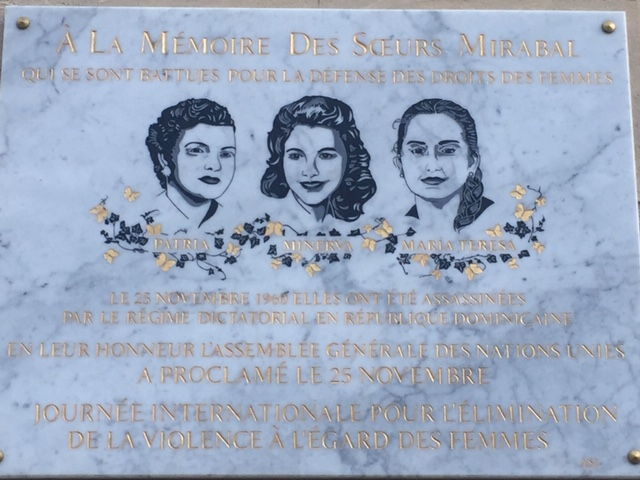
Plaque commémorative, située au 2 rue de Prony à Paris.

- Un musée à la mémoire des sœurs Mirabal est situé à Ojo de Agua, Salcedo.
- Un billet de 200 pesos imprimé et distribué depuis 2007 porte l'effigie des trois sœurs assassinées.
- Le téléfilm In the Time of the Butterflies, réalisé en 2001 par Mariano Barroso, est basé sur la biographie de Julia Alvarez, avec entre autres Salma Hayek et Edward James Olmos.
- Les militants en faveur des droits des femmes ont choisi en 1981 la date du 25 novembre comme journée de lutte contre la violence faite aux femmes, en mémoire des trois sœurs Mirabal[5].
- Le 17 décembre 1999, par sa résolution 54/134, l'Assemblée générale des Nations unies proclame le 25 novembre Journée internationale pour l'élimination de la violence à l'égard des femmes, et invite les gouvernements, les organisations internationales et les organisations non gouvernementales à organiser ce jour-là des activités conçues pour sensibiliser l'opinion au problème.
- Le 21 novembre 2007, par décision de la Chambre des députés de la République dominicaine, leur province natale de Salcedo prend le nom d'Hermanas Mirabal (« Sœurs Mirabal » en français) [6],[7].
- En 2023, la troupe de comédie musicale des Brosters crée un spectacle musical Encrées mettant en avant le destin des sœurs Mirabal[8].
- Élise Fontenaille, Les trois sœurs et le dictateur[9], collection DoAdo, Rouergue, 2013 - roman jeunesse

### Essais et biographies
- Julia Alvarez, Au Temps des papillons (éd. Métailié, traduit de l'anglais par Daniel Lemoine).
- Elena Favilli, Francesca Cavallo, Jessica Shapiro (trad). Histoire du soir pour filles rebelles. 100 destins de femmes extraordinaires.Les Arènes, 2019 -  (ISBN 978-2-35204-678-3). p.146.
- Ludivine Tomasso et Jean Albert, Le 25 novembre, non à la violence contre les femmes, 2010 (lire en ligne)
- « Las Mariposas », dans Pénélope Bagieu, Culottées 1 - Des femmes qui ne font que ce qu'elles veulent, Gallimard, 2016 (ISBN 9782070601387) (bande dessinée)